# 象鼻洞遗址
象鼻洞遗址，是中华人民共和国云南省大理白族自治州剑川县甸南镇印盒村合江自然村的一处旧石器时代中晚期遗址，年代测定为约5万年前。该遗址为大理州境内发现的首个旧石器时代遗址。

## 特点
2008年8月，进行剑川至兰坪公路公路沿线文物调查时，在剑川象鼻洞发现旧石器时代遗址。2009年11至12月，云南省文物考古研究所主持、大理州文物管理所、剑川县文物管理所配合，对遗址进行勘探。
遗址位于合江村桃源河北岸山腰上的象鼻洞，洞口处高于桃源河面20米，海拔2,233米。遗址分洞内堆积和洞口下方二级阶地堆积两部分。洞内堆积面积约50平方米，洞外二级阶地堆积约1,000平方米，中心区域有500平方米。自上往下的第四个发掘层为文化层，共发现石锤、石核、砍砸器、刮削器、石钟片等石器近百件，同时还发现部分动物骨骼化石。

## 图像

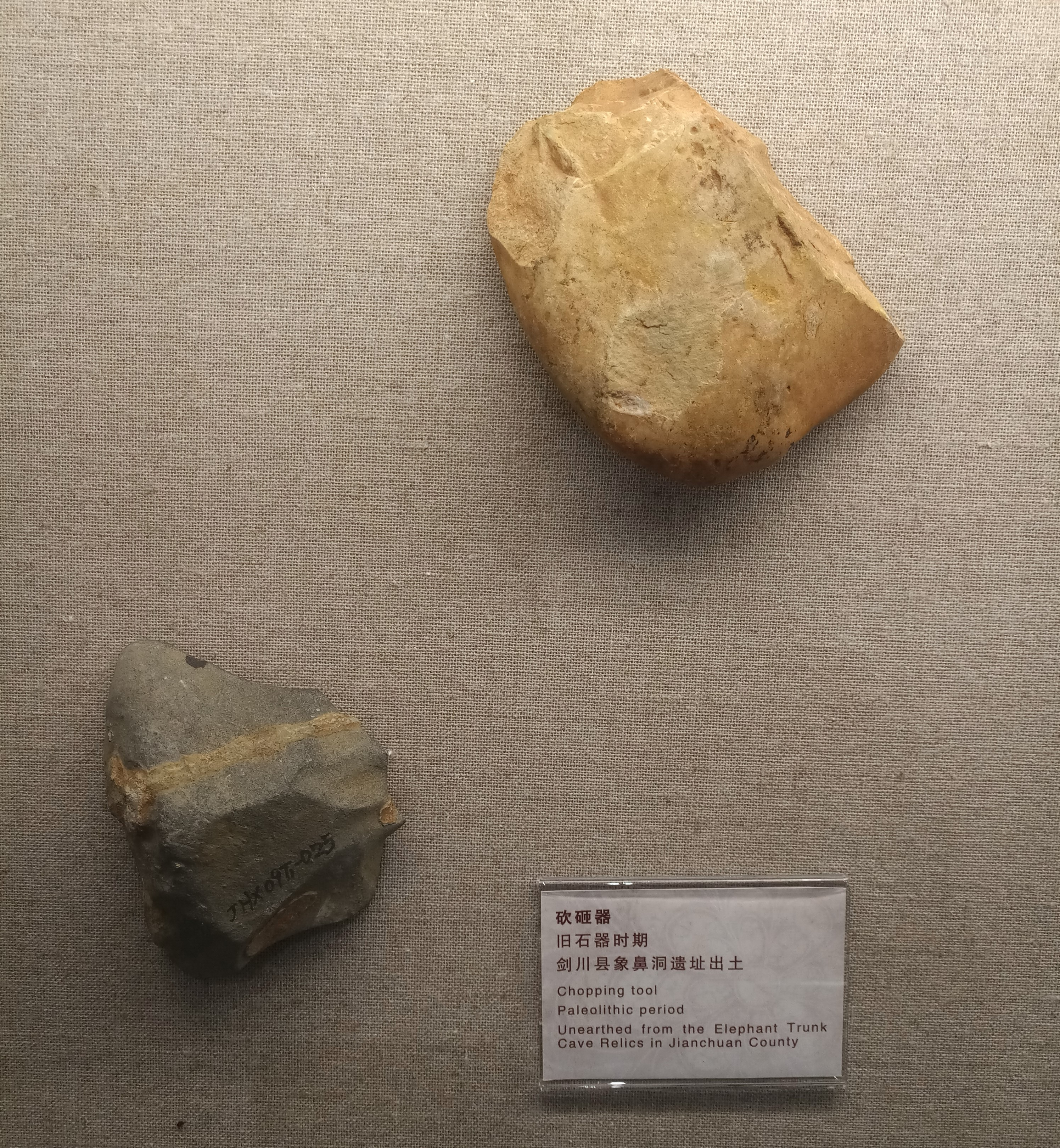
砍砸器，出土自剑川县象鼻洞遗址，藏于大理州博物馆
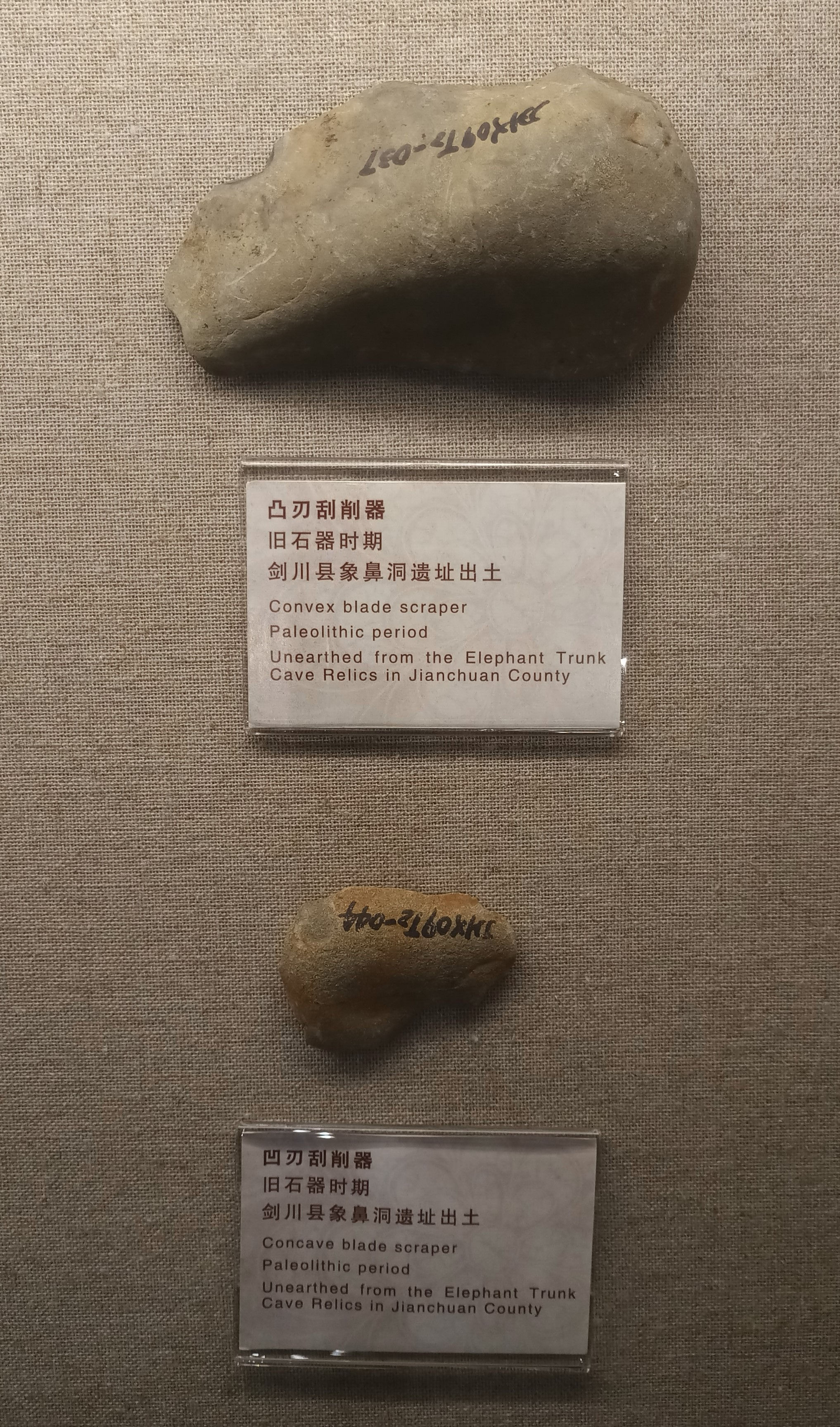
刮削器，出土自剑川县象鼻洞遗址，藏于大理州博物馆
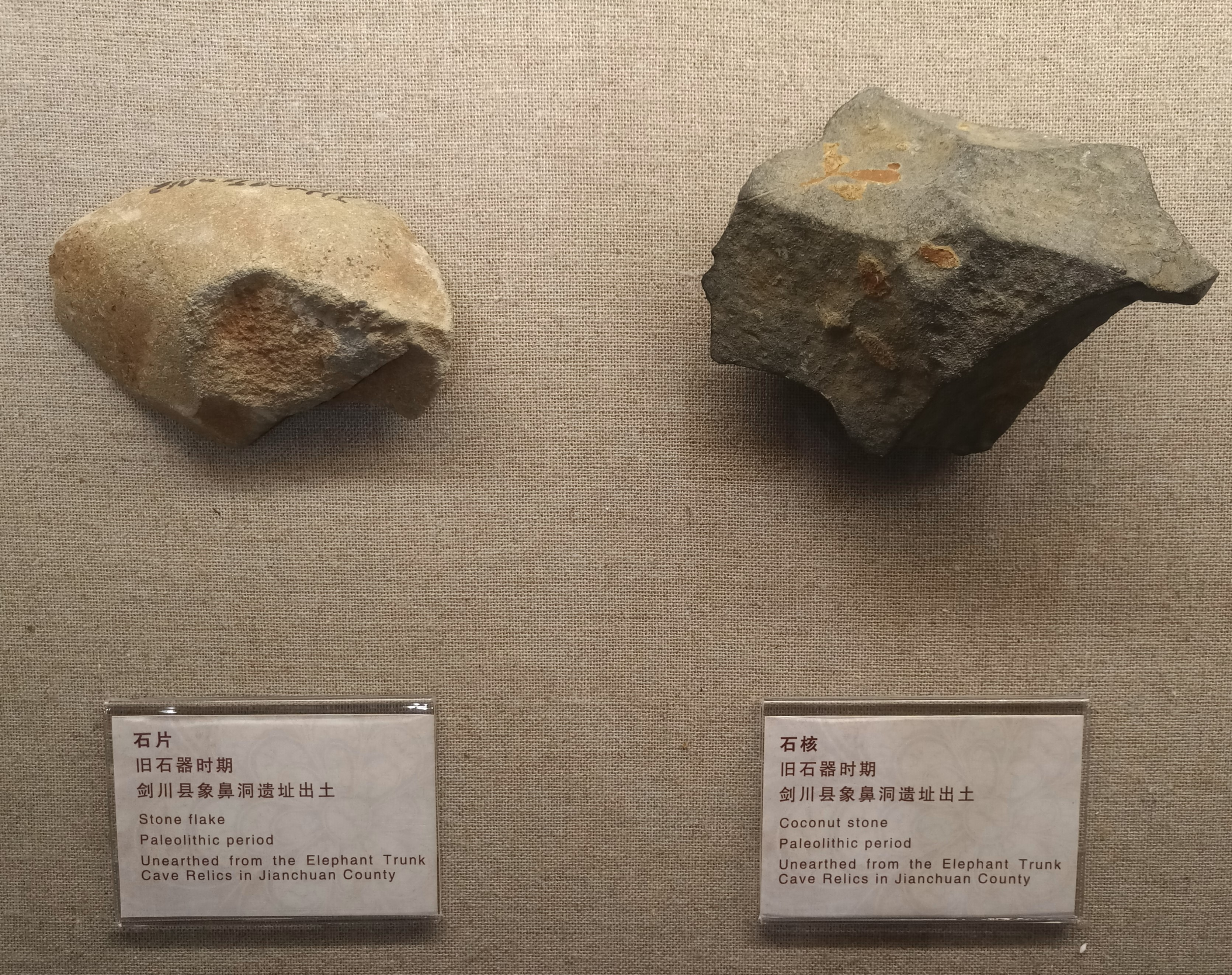
石片 石核，出土自剑川县象鼻洞遗址，藏于大理州博物馆
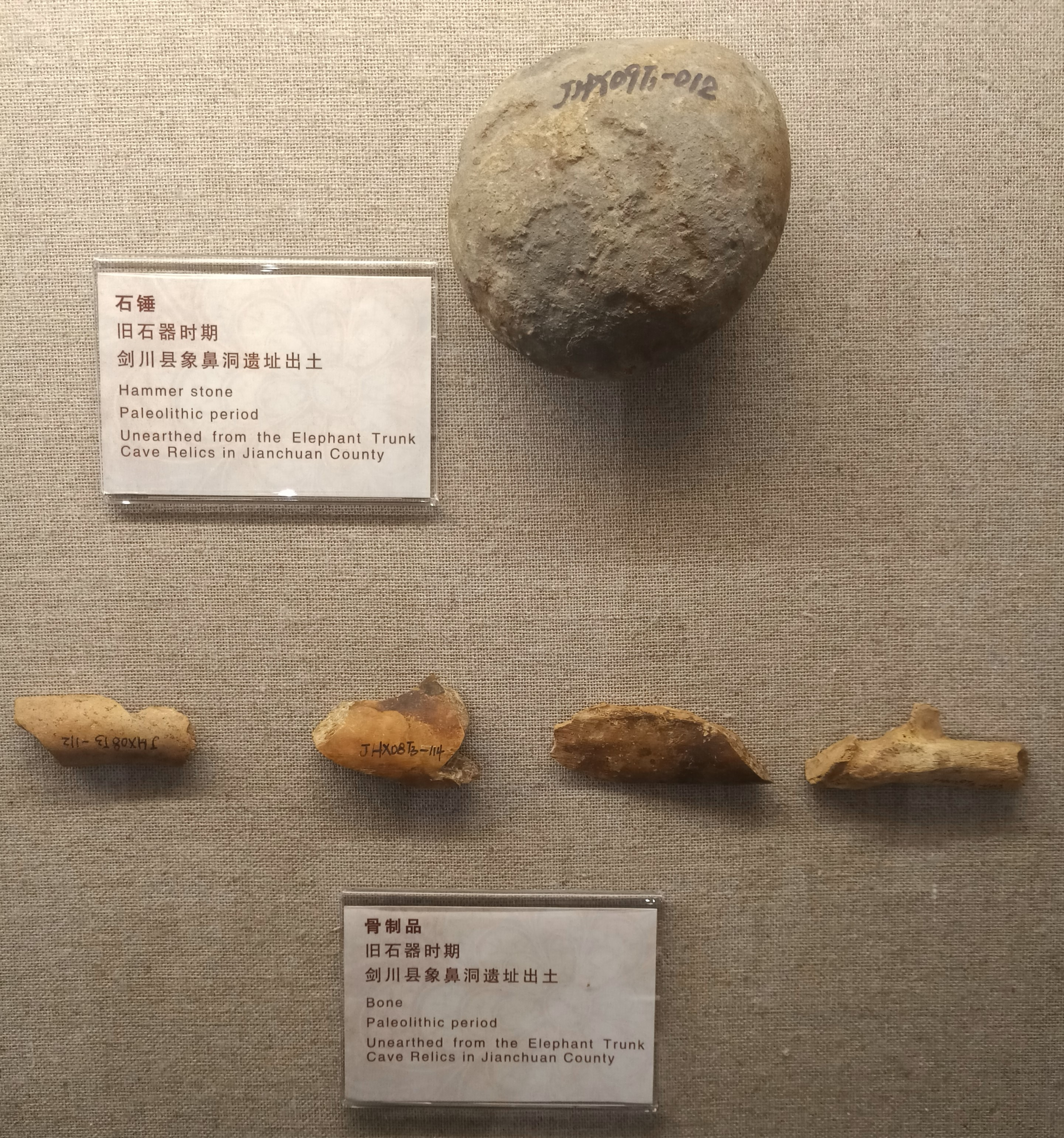
石锤、骨制品，出土自剑川县象鼻洞遗址，藏于大理州博物馆

## 延伸阅读
- 大理白族自治州文物管理所,云南省文物考古研究所,剑川县文物管理所编; 王峥嵘,刘旭主编. . 北京: 文物出版社. 2015. ISBN 978-7-5010-4309-5.